# Saint-Catherine Island
Ne doit pas être confondu avec St Catherine's Island.
Saint-Catherine Island est une île des États-Unis en Géorgie, une des Sea Islands.

## Géographie
Située à 80 km au sud de Savannah, elle s'étend sur 16 km de longueur pour une largeur d'environ 6 km. Plus de la moitié de l'île est occupée par des marécages, un quart est boisé et le reste sont des marais salants. L'île n'est pas ouverte au public.

## Histoire
L'île a été habitée pendant au moins 4 000 ans. En 1576 y demeurait une colonie guale. De 1602 à 1680, la mission Santa Catalina de Guale (en) y est implantée. 
Button Gwinnett loue l'île en 1766 pour y établir des plantations. Elles cesseront à la fin de la Guerre de Sécession. Un esclave libérée Tunis Campbell s'y proclame gouverneur et y règne de 1865 à 1867 avant qu'elle ne revienne à son ancien propriétaire, les anciens esclaves se réfugiant alors à White Bluff.
En 1893, elle est ravagée par un ouragan. Tous les bâtiments sont alors détruits et il n'y a qu'un seul survivant. 
L'île est achetée en 1943 par Edward Noble. Dix ans après la mort de celui-ci, la Fondation Edward J. Noble en hérite.
Elle est de nos jours la propriété de la St. Catherines Island Foundation et est exploitée à des fins caritatives, scientifiques, littéraires et éducatives. La fondation a pour but d'aider à la promotion  de la conservation des ressources naturelles, de la survie des espèces en voie de disparition, de la préservation des sites historiques et de l'expansion de la connaissance humaine dans les domaines de l'écologie, de la botanique, de la zoologie, de l'histoire naturelle, de l'archéologie et d'autres disciplines scientifiques et éducatives. Elle est ainsi un haut lieu de la protection du lémur catta. Elle est déclarée au National Historic Landmark depuis 1969.
Des recherches archéologiques sont menées sur l'île par David Hurst Thomas (en) depuis le début des années 1990.